# 2377 Shcheglov
2377 Shcheglov eller 1978 QT1 är en asteroid i huvudbältet som upptäcktes den 31 augusti 1978 av den rysk-sovjetiske astronomen Nikolaj Tjernych vid Krims astrofysiska observatorium på Krim. Den har fått sitt namn efter Vladimir Shcheglov.
Asteroiden har en diameter på ungefär 10 kilometer och den tillhör asteroidgruppen Koronis.